# Templo de la Compañía (San Luis Potosí)
El Sagrario Metropolitano de San Luis Potosí, más conocido como el Templo de la Compañía, es un edificio católico ubicado en la Plaza Fundadores en el centro histórico de la ciudad de San Luis Potosí, San Luis Potosí, México. El templo es catalogado como monumento histórico por el Instituto Nacional de Antropología e Historia (INAH) para su preservación.

## Acerca del templo
Construida de 1625 hasta 1679, el templo junto al Edificio Central de la UASLP y la Capilla de Loreto forma un conjunto arquitectónico que era el antiguo colegio de la Compañía de Jesús. Donde ahora se encuentra el edificio central se ubicaba la ermita de la Santa Veracruz, la cual fue demolida en 1679. Sirvió como catedral mientras se reparaba la catedral de San Luis Potosí entre 1855 a 1868. Ha perdido su importancia debido a que no tiene un atrio propio como la Iglesia de San Agustín.
Mientras se construía la nueva Basílica de Guadalupe, se trasladaron las imágenes de la virgen y otros santos, ornamentos entre otros objetos al templo de la Compañía donde permanecieron hasta 1800. El 20 de julio de 1914 Eulalio Gutiérrez Ortiz arribó a la capital potosina para tomar su cargo como gobernador. Gutiérrez aprovechó su estancia en la ciudad para casarse en el templo de la Compañía, con su novia llevando un vestido robado del Edificio Ipiña. Posteriormente dejó la ciudad cuando fue nombrado presidente de la república por la Convención de Aguascalientes.
El templo tiene una fachada de cantera barroca. Está conformado de dos naves, cada una tiene sus columnas y hornacinas. Su interior es neoclásico y resguarda una imagen del Cristo de la Caña que data del siglo XVI. Hay referencias a Ignacio de Loyola, fundador de la orden jesuita, y del Apostolado de la Cruz, obra de la Igesia fundada por la potosina Concepción Cabrera de Armida en el templo. Hay una pintura de la Virgen de Guadalupe obra de Miguel Cabrera de 1761. Sobre el altar en la parte derecha se encuentra un cuadro de Nuestra Señora de la Luz. En algún terreno del colegio fue enterrado Juan Cerón, un compañero de Antonio Margil de Jesús en sus misiones.